# The ABC's of Beth
The ABC's of Beth (conocido como "El abc de Beth" tanto en Hispanoamérica como en España) es el noveno episodio de la tercera temporada de la serie de televisión animada para adultos y ciencia ficción: Rick y Morty. El episodio fue emitido originalmente en los Estados Unidos el 24 de septiembre del 2017 por el segmento adulto de Cartoon Network; Adult Swim. Fue escrito por Mike McMahan y dirigido por J. Michael Chun. La trama del episodio se enfoca en Beth Smith quien quiere enmendar un error que cometió en su infancia arrastrando a su padre Rick en el progreso mientras que Morty y Summer durante una visita con su padre descubren que tiene una nueva novia. 
El episodio recibió críticas generalmente favorables por parte de la crítica especializada y fue especialmente popular entre los fanáticos por su final debido a las especulaciones que giraron sobre la conclusión de la trama de Beth.

## Argumento
Beth se horroriza tras enterarse por las noticias locales que un vecino es acusado de haberse comido a su propio hijo desaparecido desde hace varios años; la cardiocirujana esta convencida de que el desaparecido Tommy podría seguir vivo ya que tiene un vago recuerdo de haberlo visto por última vez en su mundo imaginario Froopyland. Al escuchar esto Rick se siente curioso y se deshace de Morty y Summer al obligarlos a visitar a su padre en su fin de semana de custodia compartida. Ya solos Rick le explica a Beth que Froopyland en realidad sí existe por lo que quiere asegurarse de la hipótesis de su hija. 
A su llegada a Froopyland Beth comienza a sentirse ofendida de haber sido abandonada de niña en un mundo de fantasía a lo que Rick responde que nunca estuvo en peligro ya que el suelo está amueblado, se puede respirar en el río y los habitantes de dicho mundo los Froopylianos son amigables e inofensivos. Inesperadamente Rick es atacado por un froppyliano salvaje que lo lleva hasta su nido mientras Beth que cree se trata de una forma de burlarse de ella, lo ignora. Rick descubre que el froopyliano tiene ADN de ser humano por lo que padre e hija deducen que Tommy bien pudo haber sobrevivido por varios años de haber fornicado con otros froopylianos y alimentarse de ellos. La teoría se confirma cuando ambos son atrapados por una tribu de froopylianos que los llevan ante un adulto Tommy que es considerado el rey y progenitor de dichos seres. 
Mientras tanto Morty y Summer descubren que Jerry está saliendo con una alienígena cazadora llamada Keara quien puede transferirle parte de su poder telequinético a través del sexo. Pese a que ambos adolescentes se sienten incomodos por la nueva pareja de su padre estos son obligados por Jerry acompañarlo en su cita con Keara que finalmente evoluciona en una casería de "Varrix", una raza invasora de vampiros alienígenas. Cansados de participar en la casería, Morty y Summer presionan a su padre a que se sincere con ellos por lo que Jerry admite que solo sale con ella para molestar a su exesposa. Summer le sugiere que termine con Keara antes de que lo descubra y se lastime en el progreso. Más tarde un nervioso Jerry saca a sus hijos de la escuela para revelarles que sí rompió con Keara pero negligentemente los usó como excusa para terminar su relación por lo que una resentida Keara aparece para tratar de eliminar tanto a Morty como a Summer iniciando una persecución que termina cuando Keara se topa con Tardon, su exnovio quien tiene asignado la tierra como su sector de casería y comprende que ella estaba usando a Jerry para darle celos. Pese a que Jerry se siente ofendido por lo sucedido aprovecha la situación para escapar junto a sus hijos. 
En Froopyland Beth intenta convencer a Tommy de volver a su hogar para salvar a su padre condenado a la pena de muerte bajo la sospecha de canibalismo. Sin embargo como consecuencia de su aislamiento y bajo la sospecha de que Beth lo abandonó a su suerte por celos de su relación con su padre, Tommy exige una disculpa pero Beth se rehúsa. Rick se pronuncia aburrido y escapa fácilmente junto a Beth ahora que resolvieron el misterio de la desaparición de Tommy. Beth que se siente responsable se compromete a regresar para obligar a Tommy a volver por la fuerza sí es necesario y le reclama a su padre su apatía. Rick le dice que ella no es muy diferente a él, revelándole que en realidad la dejaba en Froopyland para alejarla de los otros niños e incluso de niña le pedía realizar todo tipo de inventos turbios como un taser en forma de mariquita, una navaja parlante entre otros concluyendo que es igual o hasta más cruel que él. Beth no lo escucha y vuelve por Tommy, pero como este se resiste utiliza todos los inventos que le dio su padre para masacrar a los súbditos de Tommy y presumiblemente a él también ahora aceptando que es igual a su padre.
A su regreso Beth le pregunta a su padre sí puede clonar a Tommy a partir de un dedo cercenado de este, Rick accede y juntos salvan al padre de Tommy de su ejecución cuando llevan al clon para suplantar al verdadero. Beth comienza a cuestionarse sí es malvada, pero su padre le dice que solo es inteligente y que por ello puede decidir que hacer con su vida. Beth se siente insegura debido a sus responsabilidades como madre por lo que Rick le hace una oferta: reemplazarla con un clon idéntico que se quede por ella y una vez concluida su travesía personal desechar al clon. Beth reflexiona observando algunas fotografías de su familia y toma una decisión.   
Summer y Morty regresan para ser recibidos por su madre y Rick (presumiblemente habiendo declinado la oferta de clonarse) para comer pizza juntos.

### Escena poscréditos
La contestadora de Jerry comienza a reproducir mensajes de voz de cuatro personas diferentes: la primera es Keara quien le informa que ya no le guarda ningún resentimiento pero advierte que su novio Tardon podría ir tras él para matarlo. El siguiente mensaje es de Tardon quien lo amenaza de muerte. El mensaje de Rick se reproduce revelando que se encargó de Tardon pero también durmió con Keara en el progreso. El último mensaje es de un viejo amigo que pregunta por la contestadora y comenta sarcásticamente cómo es un recurso en la televisión para rellenar tiempo en pantalla.

## Elenco
- Justin Roiland como Rick Sanchez/Morty Smith
- Sarah Chalke como Beth Summer
- Spencer Grammer como Summer Smith
- Chris Parnell como Jerry Smith

### Invitados
- Thomas Middleditch como Tommy[3]
- Jenniffer Hale como Keara

## Recepción

### Audiencia
Durante su día de emisión el episodio fue visto por 1.5 millones de espectadores, manteniendo un porcentaje estable 0.3 en comparación con su predecesor y pese a que compitió contra la serie Outlander. El episodio fue visto por un total de 2.60 millones de espectadores.

### Respuesta de la crítica
Jesse Schedeen de IGN calificó al episodio con 8.8 considerando al episodio "Genial" y mostrándose especialmente complacido por la exploración del personaje de Beth por la situación de su divorcio y la subtrama más ligera de Jerry.
Joe Matar de Den of Geek consideró al episodio como sobresaturado y el peor episodio de la temporada por no tener un adecuado balance entre la subtrama de Beth y Jerry; concluyendo que fue un episodio divertido pese a sus problemas y calificándolo con tres estrellas de cinco. Steve Greene de IndieWire le dio al episodio una B+ de calificación adulando el protagónico de Beth y aprobando la decisión de que la terecera temporada explore de forma individual a cada miembro de la familia Smith.